# IDOL of IDOLS
『IDOL of IDOLS』（アイドル・オブ・アイドルズ）は、日本のアイドル歌手・郷ひろみが1978年10月1日にCBS・ソニーから発売した6枚目のライブアルバムである。

## 内容
前作『Narci-rhythm』から約3ヶ月ぶり、ライブアルバムとしては『フェニックス〜HIROMI IN BUDOKAN〜』から6ヶ月ぶりの作品。また、ライブアルバムとしては初の2枚組作品でもある。
今作は同年7月16日と17日に大阪フェスティバルホールで開催されたライブ音源を収録した作品で、Disc 1はⅠ部と称したつのだ☆ひろ、芹澤廣明、惣領泰則が手掛けたオリジナルミュージカル、Disc 2はⅡ部と称し『Narci-rhythm』の収録曲を軸に映画『サタデー・ナイト・フィーバー』のサウンドトラックの収録曲が収録された。
バックバンドは前作までと異なり、The Croos Overが務めている。

## 収録曲

### Disc 1
1. OPENING
2. ターゲット指令5005
3. 例外人間
4. エストレリータ（星）
5. すわ!!宇宙戦争か
6. SOUL SEX
7. 限りない愛の世界

### Disc 2
1. SIDE ONE SIDE
2. MORE THAN A WOMAN（英語版）
ビージーズの同名曲のカバー。
3. NARCISSUS（ナルシス）
4. HELL OR HEAVEN（天国か地獄）
5. HOW DEEP IS YOUR LOVE
ビージーズの同名曲のカバー。
6. METAL POINT
7. HIROMI ORIGINAL DISCO MEDLEY
「モナリザの秘密」「裸のビーナス」「君は特別」「よろしく哀愁」の4曲をディスコ調にリアレンジしてメドレーで披露された[1]。
8. お化けのロック
9. 林檎殺人事件
10. EVEN NOW（英語版）
バリー・マニロウの同名曲のカバー。